# Jean-François Lyotard
Jean-François Lyotard (Versalhes, 10 de agosto de 1924 — Paris, 21 de abril de 1998) foi um dos mais importantes filósofos da França na discussão sobre a pós-modernidade.

## Vida
Lyotard nasceu em Versalhes em 10 de agosto de 1924. Quando jovem, pensou em se tornar monge, pintor e historiador. Depois de estudar na Sorbonne, completou uma agregação (licenciatura em filosofia) em 1950 e se juntou ao corpo docente de uma escola secundária em Constantina, na Argélia. Em 1954, tornou-se membro do Socialisme ou Barbarie ("Socialismo ou Barbárie"), um grupo socialista anti-stalinista, contribuindo com ensaios para o seu periódico homônimo que criticava veementemente o envolvimento colonial francês na Argélia. Em 1966, começou a lecionar filosofia na Universidade Paris X (Nanterre); em 1970 mudou-se à Universidade Paris-VIII (Vincennes-Saint-Denis), onde foi nomeado professor emérito em 1987. Nos anos 80 e 90, lecionou muito fora da França. Foi professor de francês desde 1993 na Universidade da Califórnia, em Irvine, e professor de francês e filosofia na Universidade Emory em Atlanta, Geórgia, em 1995.
Em seu primeiro grande trabalho filosófico, Discurso/Figura (1971), distinguiu entre a significação dos signos linguísticos e o significado das artes plásticas, como a pintura e escultura. Argumentou que, como o pensamento racional ou o julgamento é discursivo e as obras de arte são inerentemente simbólicas, certos aspectos do significado artístico - como a riqueza simbólica e pictórica da pintura - estarão sempre além do alcance da razão. Em Economia Libidinal (1974), obra muito influenciada pela revolta estudantil parisiense de maio de 1968, afirmava que o desejo sempre escapa à atividade generalizadora e sintetizadora inerente ao pensamento racional; em vez disso, a razão e o desejo estão num relacionamento de tensão constante.
Em seu trabalho mais conhecido e mais influente, A condição pós-moderna (1979), caracterizou a era pós-moderna como uma que perdeu a fé em todas as grandes "metanarrativas" totalizantes - as ideias abstratas com as quais pensadores desde o Iluminismo se tentou construir explicações abrangentes da experiência histórica. Desiludida com as alegações grandiosas de metanarrativas como "razão", "verdade" e "progresso", a era pós-moderna se voltou às pequenas narrativas, como a história da vida cotidiana e dos grupos marginalizados. Em seu trabalho filosófico mais importante, O Diferente: Frases em Disputa (1983), comparou discursos a "jogos de linguagem", uma noção desenvolvida numa obra posterior de Ludwig Wittgenstein (1889–1951); como os jogos de linguagem, os discursos são sistemas discretos de atividade governada por regras que envolvem a linguagem. Como não há um conjunto comum de suposições em relação às quais suas reivindicações ou pontos de vista conflitantes possam ser julgados (não há razão universal ou verdade), os discursos são na maior parte incomensuráveis. O imperativo básico da política pós-moderna, portanto, é criar comunidades nas quais a integridade dos diferentes jogos de linguagem é respeitada - comunidades baseadas em heterogeneidade, conflito e “dissenso”.

## Trabalhos
Lista seletiva das principais obras de Jean-François Lyotard:
- Sur la constitution du temps par la couleur dans les œuvres récentes d'Albert Ayme,[2] Édition Traversière, 1980.
- La Phénoménologie, Paris, Presses universitaires de France, (coll. Que sais-je ?), 1954.
- Discours, Figure, Klincksieck, 1971. (Tese de Doutorado Estadual, supervisionada por Mikel Dufrenne.)
- Dérive à partir de Marx et de Freud, Paris, 10/18, 1973; nova ed., Paris, Galilée, 1994.
- Des dispositifs pulsionnels, Paris, 10/18, 1973, nova ed., Paris, Galilée, 1994.
- Économie libidinale, Paris, Minuit, 1974.
- Rudiments païens, Paris, Christian Bourgois, 1977.
- Les Transformateurs Duchamp, Paris, Galilée, 1977.
- La Condition postmoderne: rapport sur le savoir, Paris, Minuit, 1979.
- Au juste (com Jean-Loup Thébaud), Paris, Christian Bourgois, 1979.
- La pittura del segreto nell’epoca post-moderna: Baruchello, Milan, Feltrinelli, 1982.
- Le Différend, Paris, Minuit, 1983.
- Tombeau de l'intellectuel et autres papiers, 1984.
- Que peindre? Adami, Arakawa, Buren (1987), reed. prefácio e posfácio, Paris, Hermann, 2008.
- Le Postmoderne expliqué aux enfants: Correspondance 1982-1985, Paris, Galilée, 1988.
- L'Inhumain  Causeries sur le temps, Paris, Galilée, 1988 (reedição 2014, Klincksieck, coll. "Continents philosophiques")
- Heidegger et les Juifs, Paris, Galilée, 1988.
- La Faculté de juger (avec J. Derrida, V. Descombes, G. Kortian…), Paris, Minuit, 1989.
- Leçons sur l'analytique du sublime, Paris, Galilée, 1991.
- Signé Malraux, Paris, Grasset, 1996.*
- Questions au judaïsme, Paris, DDB, 1996.
- La Confession d'Augustin, Paris, Galilée, 1998.
- Misère de la philosophie, Paris, Galilée, 2000.
- L'Assassinat de l'expérience par la peinture, Monory, Paris, Le Castor Astral, coll. « Le mot et la forme », 2003.
- Pourquoi philosopher ?, Paris, PUF, 2012 [1964]
- Logique de Levinas, textos recolhidos, elaborados e apresentados por Paul Audi, prefácio de Gérald Sfez, Lagrasse, Verdier, 2015
- Jean-François Lyotard: Ecrits sur l'art contemporain et les artistes / Writings on Contemporary Art and Artists , dir. Herman Parret, 6 volumes, Leuven: U.P. Leuven, 2009-2013
- Jean-François Lyotard: The Interviews and Debates, (em inglês) textos coletados, compilados e apresentados por Kiff Bamford, Londres: Bloomsbury, 2020